# Dong Bin
Dong Bin (Changsha, China, 22 de noviembre de 1988) es un atleta chino, especializado en la prueba de triple salto en la que llegó a ser medallista de bronce olímpico en 2016.

## Carrera deportiva
En los JJ. OO. de Río 2016 ganó la medalla de bronce en el triple salto, con un salto de 17.58 m, tras los estadounidenses Christian Taylor (oro con 17.86 metros) y Will Claye (plata con 17.76 metros).